# Black Market (Weather-Report-Album)
Black Market ist das sechste Album von Weather Report aus dem Jahr 1976. Es wurde vom Dezember 1975 bis Januar 1976 aufgenommen und im April 1976 veröffentlicht.

## Entstehungsgeschichte
Nach einem Jahr auf Tour ging Weather Report im Dezember 1975 ins Studio. Das Album orientiert sich an afrikanischen Einflüssen und sein Stil kann als World-Fusion bezeichnet werden.
Nachdem Alphonso Johnson angekündigt hatte, die Band zu verlassen, wurde Jaco Pastorius kontaktiert, der auf zwei Titeln spielt.
Der Titel Cannon Ball ist Zawinuls Hommage an seinen 1975 verstorbenen ehemaligen Bandleader Julian Adderley.
Wayne Shorter sagte im März 1976, kurz vor der Veröffentlichung des Albums:

„Alles auf Black Market wurde mit sehr viel Sorgfalt gemacht. Ein-Tag-Aufnahmesessions gab es nicht mehr. Eine Platte zu machen ist fast so kompliziert geworden wie einen Film zu machen. Auf der anderen Seite glaube ich nicht, dass es den Verlust der Spontaneität bedeutet. Wir haben gelernt, die Dinge zu trennen. Spontaneität kann zurückerobert werden. Es ist möglich, sie zu kontrollieren. Nur weil man sich mit der Musik beschäftigt, bedeutet es nicht, die Spannung zu verlieren. Wie auch immer, während manche Menschen klagen, dass sie die Spontanität im letzten Moment verloren haben, verlieren sie die Spontaneität des nächsten Moments.“

## Titelliste

### Seite A
1. Black Market (J. Zawinul) – 6.28
2. Cannon Ball (J. Zawinul) – 4.36
3. Gibraltar (J. Zawinul) – 8.16

### Seite B
1. Elegant People (W. Shorter) – 5.03
2. Three Clowns (W. Shorter) – 3.31
3. Barbary Coast (J. Pastorius) – 3.19
4. Herandnu (A. Johnson) – 6.36

## Musiker
- Joe Zawinul – Yamaha Grand Piano, Fender Rhodes Piano, Arp 2600 Synthesizer, Oberheim Polyphonic Synthesizer
- Wayne Shorter – Sopran- und Tenor-Saxophon

### Erste Aufnahme-Session: A3 – B1 – B2 – B4
- E-Bass – Alphonso Johnson
- Schlagzeug – Chester Thompson
- Percussion, Congas – Alex Acuña

### Zweite Aufnahme-Session: A1 – A2 – B3
- E-Bass A1 – Alphonso Johnson
- E-Bass A2/B3 – Jaco Pastorius
- Schlagzeug A1/A2 – Narada Michael Walden
- Schlagzeug A1/B3 – Chester Thompson
- Percussion, Congas A1/B3 – Don Alias
- Percussion, Congas A2 – Alex Acuña

## Rezeption
Ray Townley gab dem Album, das für ihn sowohl „die Kulmination einer bestimmten Periode der Band“ als auch einen „neuen, radikalen Aufbruch“ darstellte im Down Beat die Bestnote.
All about Jazz bewertete das Album positiv, ebenso wie Allmusic:

„Ein weiterer wichtiger Wendepunkt in der bunten Entwicklung von Weather Report. ... 
Ein Must Have.“

Alan Leeds schrieb in seinen Liner Notes für die 2002 veröffentlichte Weather-Report-Kompilation Live & Unreleased: "Auf die Frage, welcher Song für ihn Weather Report am besten vertrete, antwortete Zawinul sofort: Black Market."